# Storia della Sardegna bizantina
L'età bizantina nella storia sarda si fa iniziare convenzionalmente con la riconquista da parte di Giustiniano nel 534 che mise fine dopo circa ottant'anni all'età vandalica. A quella data, però, si mantenne una continuità sostanziale con la fase romana. L'invasione dei Longobardi (568), che mutò il volto dell'Italia, non toccò la Sardegna (si veda 599) anche se vi sono nell'isola tracce della loro presenza documentate dal ritrovamento di diversi oggetti, tra cui numerose monete. L'Impero bizantino era uno Stato autocratico ed intorno alla figura dell'imperatore ruotava tutta l'amministrazione. Oltre che capo supremo dell'esercito era anche capo della Chiesa, il suo trono però non era ereditario ma elettivo per acclamazione del senato, dell'esercito e del popolo che se tradito aveva il diritto legale a ribellarsi. Molte di queste istituzioni saranno fatte proprie dai regni giudicali.

## Storia

### Sotto Giustiniano (533-565)

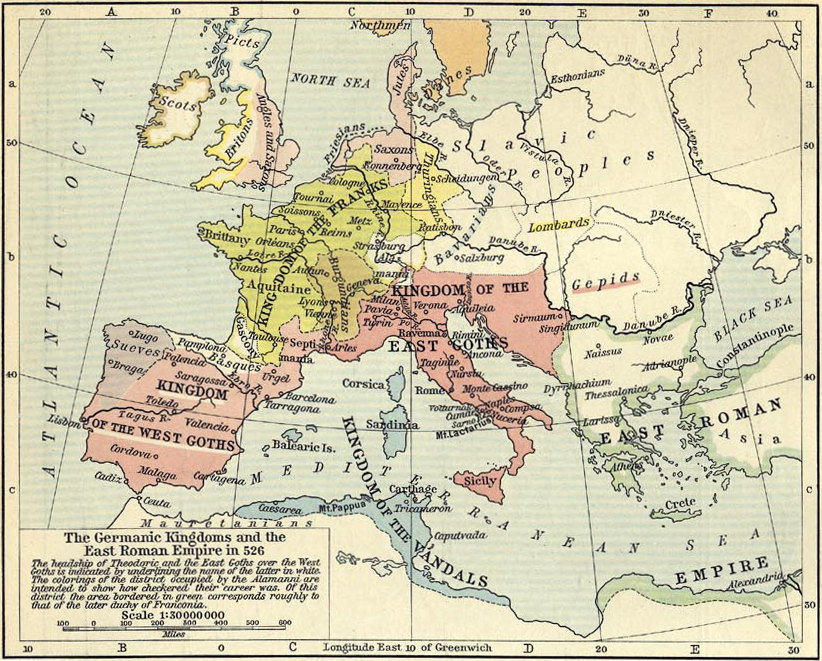
Mappa dell'Impero romano d'Oriente e dei regni romano-barbarici nel Mediterraneo occidentale nel 526, prima delle riconquiste bizantine. In celeste il regno dei Vandali

La Sardegna fu conquistata da Bisanzio durante la guerra vandalica combattuta contro i Vandali per il possesso dell'Africa. Sconfitti i Vandali in Africa, a Tricameron, e avendo la vittoria in pugno, il generalissimo bizantino Belisario inviò il generale Cirillo in Sardegna con una flotta per sottometterla:
(Procopio di Cesarea, La Guerra Vandalica, II,5.)

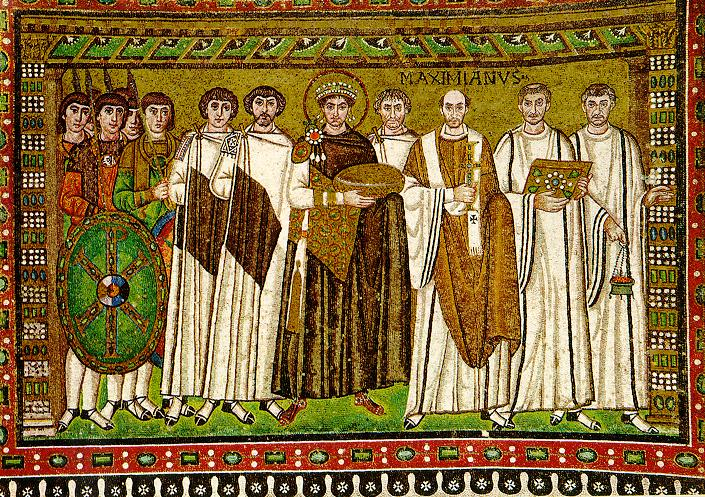
Giustiniano (al centro), mosaico della Basilica di San Vitale (Ravenna)

Poco dopo la conquista, Giustiniano stabilì che la nuova provincia di Sardegna avrebbe fatto parte della prefettura del pretorio d'Africa:
(Codice giustinianeo, I.XXVII)
I Bizantini dovettero però lottare contro i Barbaricini che occupavano l'interno dell'isola, e il magister militum per Africam Salomone, negli anni 530, inviò alcuni duces in Sardegna per combatterli. Il dux di Sardegna, che aveva l'incarico di combattere i Barbaricini, aveva la residenza proprio nei monti della Barbagia dove questo popolo, restio ad essere sottomesso, viveva; più precisamente la sede del dux era Forum Traiani, le cui mura furono rifatte per volere di Giustiniano.
Nel 551 l'Isola fu invasa dagli Ostrogoti di Totila e occupata; il magister militum per Africam, Giovanni Troglita, tentò di recuperarla, ma fu sconfitto dai Goti.
(Procopio di Cesarea, De Bello Gothico)
Dopo la sconfitta di Totila e Teia (552) e la sottomissione dei Goti, venne comunque recuperata dall'Impero.

### Il pontificato di papa Gregorio I (590-604)

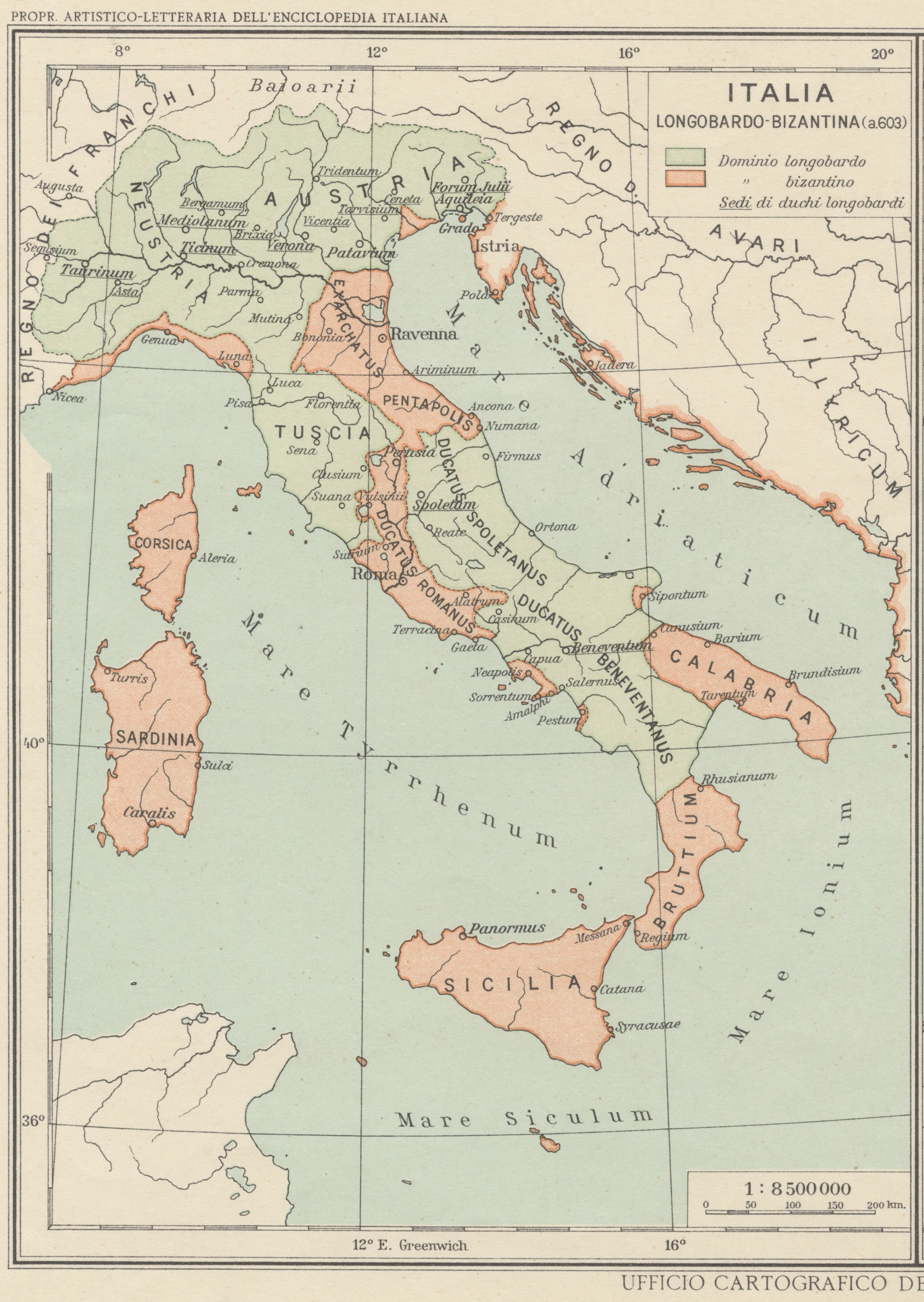
Mappa d'Italia nel 603 d.C.

Durante il pontificato di papa Gregorio I (590-604) la Sardegna rientra ancora in una sfera romana partecipando dell'opera di tutela, amministrazione ed evangelizzazione di questo pontefice. Le molte lettere che il pontefice dedicò a personaggi e problemi sardi sono, inoltre, la documentazione più ricca conservatasi sulla Sardegna tardo-antica. Esse documentano - tra l'altro - la perdurante divisione della Sardegna in un'area romanizzata (coste e città costiere, pianura) e una regione interna ancora barbarica. Alla conversione al cristianesimo di queste popolazioni dell'interno, papa Gregorio si adoperò inviando lettere e degli emissari. In particolare, per convertire le popolazioni dell'interno, inviò il dux Zabarda che nel 594 stipulò un patto con il capo dei Barbaricini Ospitone. Nel 595 tuttavia papa Gregorio scoprì, inviando il vescovo Felice in Sardegna per continuare la missione di conversione, che lo Iudex Provinciae di Sardegna, per recuperare i soldi persi per comprare la carica di governatore tramite versamento di suffragia, permetteva ai pagani di continuare a venerare i propri idoli in cambio del pagamento di una tassa:
(Papa Gregorio I, Epistole, V,41.)
È, comunque, a partire dalla mancata invasione longobarda - attacco respinto nel cagliaritano del 599 - che la storia della Sardegna comincia a divergere da quella dell'Occidente romano-barbarico e ad entrare in una vera e propria fase bizantina. Non mancarono tuttavia altri tentativi barbarici, un'iscrizione commemorativa bizantina da Porto Torres recita:
(Gian Giacomo Ortu, La Sardegna dei Giudici p.22)

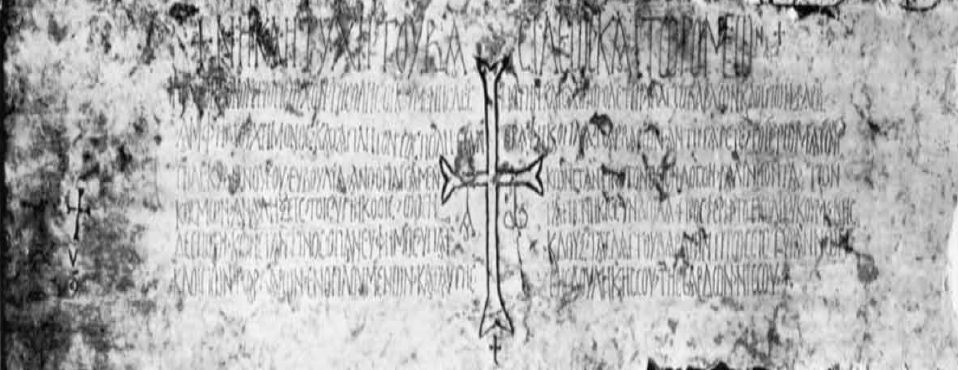
Iscrizione greca bizantina conservata nella basilica di San Gavino di Porto Torres

È, invece, dall'intensificarsi della presenza araba nel mediterraneo occidentale con data cruciale nella conquista islamica della Sicilia - nell'827 - che i contatti con Bisanzio dovettero diradarsi; probabilmente nei secoli IX e X venne a maturazione l'autonomia politica che sarà propria della Sardegna giudicale.

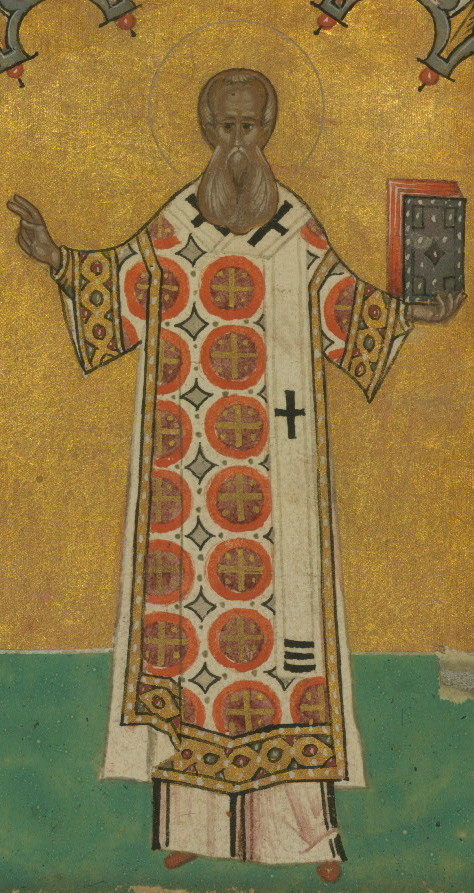
Papa Gregorio I

### Cronologia dell'età bizantina
- 552 Brevissima occupazione da parte degli Ostrogoti di Totila.
- 565-578 A Giustiniano I succede Giustino II. Politica fiscale più mite.
- 590-604 Pontificato di papa Gregorio I. Suo interesse missionario nei confronti della Sardegna. Lettera ad Ospitone per la conversione dei Barbaricini.
- 594 Pace tra Bizantini e Barbaricini.
- 599 Viene respinto un attacco longobardo alle coste del Cagliaritano.
- 603 L'inviato papale Vitale è incaricato dai possessores sardi di recarsi presso l'Imperatore Foca per chiedere una diminuzione del carico fiscale.
- 642 Inizio della conquista araba dell'Africa bizantina.
- 669-673 Attacco e assedio arabo di Bisanzio.
- 698 La conquista di Cartagine è una data decisiva dell'occupazione dell'Africa nord-occidentale da parte delle forze califfato omayyade e dell'islamizzazione di quella regione.

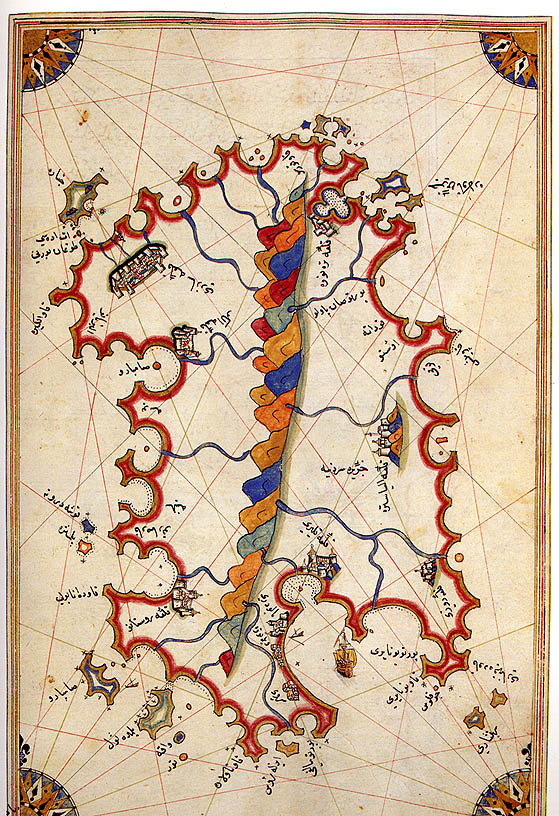
Antica carta islamica raffigurante la Sardegna (Kitab-i Bahriye).

### Cronologia incursioni arabe
- 705 Prima incursione araba documentata (forse nell'isola di San Antioco), inviata dal califfo Abd-el-Aziz (egiziano).
- 709 Incursione ordinata dall'emiro Musâ.
- 711 Importante incursione araba sulla Sardegna, contemporanea della conquista della penisola iberica. Sebbene fallita da più punti di vista, questa incursione è rappresentativa di un decisivo balzo in avanti dell'espansionismo islamico.
- 733, 736 Altri attacchi arabi.
- 753 In seguito ad un attacco, secondo un'attendibile fonte araba (Ali Ibn al-Athir), viene imposto ai Sardi il pagamento della giziah. Segue un periodo di circa cinquant'anni sul quale non abbiamo notizia di incursioni.
- 760 L'imperatore Costantino V prepara una flotta, abbastanza efficiente, per difendere il Tirreno dall'espansione araba e dalle scorrerie.
- 807 Tentativo di incursione degli Arabi di Spagna (probabilmente presso le coste di Oristano), che però viene bloccato, con gravi perdite fra gli invasori (il fatto è narrato nella Cronaca dell'Annalista Saxo e dovette avere una certa risonanza fuori dell'isola).
- 810-812 Un altro tentativo dalla Spagna fallisce, mentre – nell'812 – un'incursione si limita a toccare la Corsica. Nello stesso periodo si preparava anche un attacco alla Sardegna da parte degli Arabi africani, che non giunse a termine perché la flotta fu dispersa da una tempesta.
- 815 Ambasciata di sardi ("legati sardorum de Carali civitate") presso Ludovico il Pio, che richiedono assistenza militare (il fatto è narrato negli Annali di Eginardo).
- 816 Saccheggio di Cagliari, la flotta viene però dispersa al ritorno da una tempesta.
- 821 Altra incursione.
- 827 Gli Arabi iniziano l'occupazione della Sicilia; questo evento è probabilmente rilevante nel segnare una tappa della separazione della Sardegna dall'impero bizantino.
- 829 Passaggio in Sardegna del conte Bonifacio (il feudatario carolingio preposto alla Toscana e alla difesa navale nel Tirreno) diretto verso le coste africane.
- 934 A quest'anno risale un'incursione proveniente dall'Africa settentrionale; si trattò di un fatto di una certa gravità; la cronaca di Ali Ibn al-Athir parla di una grande strage di abitanti e di distruzione di navi effettuata in Sardegna da una flotta diretta a saccheggiare Genova.
- 947 Trattato di pace tra Impero bizantino e Califfato omayyade di Spagna.
- 972-1001 Almanzor è ministro e, dal 978, califfo a Cordova. Avvia un'ambiziosa politica espansionistica. È suo liberto e protetto Mujāhid, poi wali (principe) di Dénia.
- 1015-16 Tentativo di conquista dell'isola da parte di Mujāhid al-ʿĀmirī. Le spedizioni pisano-genovesi per la Sardegna ricacciano l'esercito di Mujāhid, e aprono le porte alle due repubbliche marinare. Riprendono anche i contatti dell'isola con la Chiesa romana.
- 1065 A quest'anno risale la donazione di due chiese all'abbazia di Montecassino da parte del giudice di Torres Barisone di Lacon-Gunale. Si tratta del più antico scritto pervenutoci della Sardegna giudicale. Da questa data in avanti le nostre conoscenze sono sempre meglio documentate.

## Amministrazione bizantina
I dati essenziali sull'organizzazione amministrativa bizantina in Sardegna sono i seguenti:
La Sardegna faceva parte della prefettura del pretorio d'Africa, al cui capo c'era un capo militare (magister militum) e un capo civile (prefetto del pretorio). 
La provincia di Sardegna era governata da un praeses, detto anche iudex provinciae, con incarichi civili che risiedeva a Cagliari e da un dux con compiti militari che risiedeva, assieme ai soldati di manovra (comitatenses), a Fordongianus (Forum Traiani) che era sin da tempo romano un baluardo fortificato contro gli abitanti delle Barbagie. 

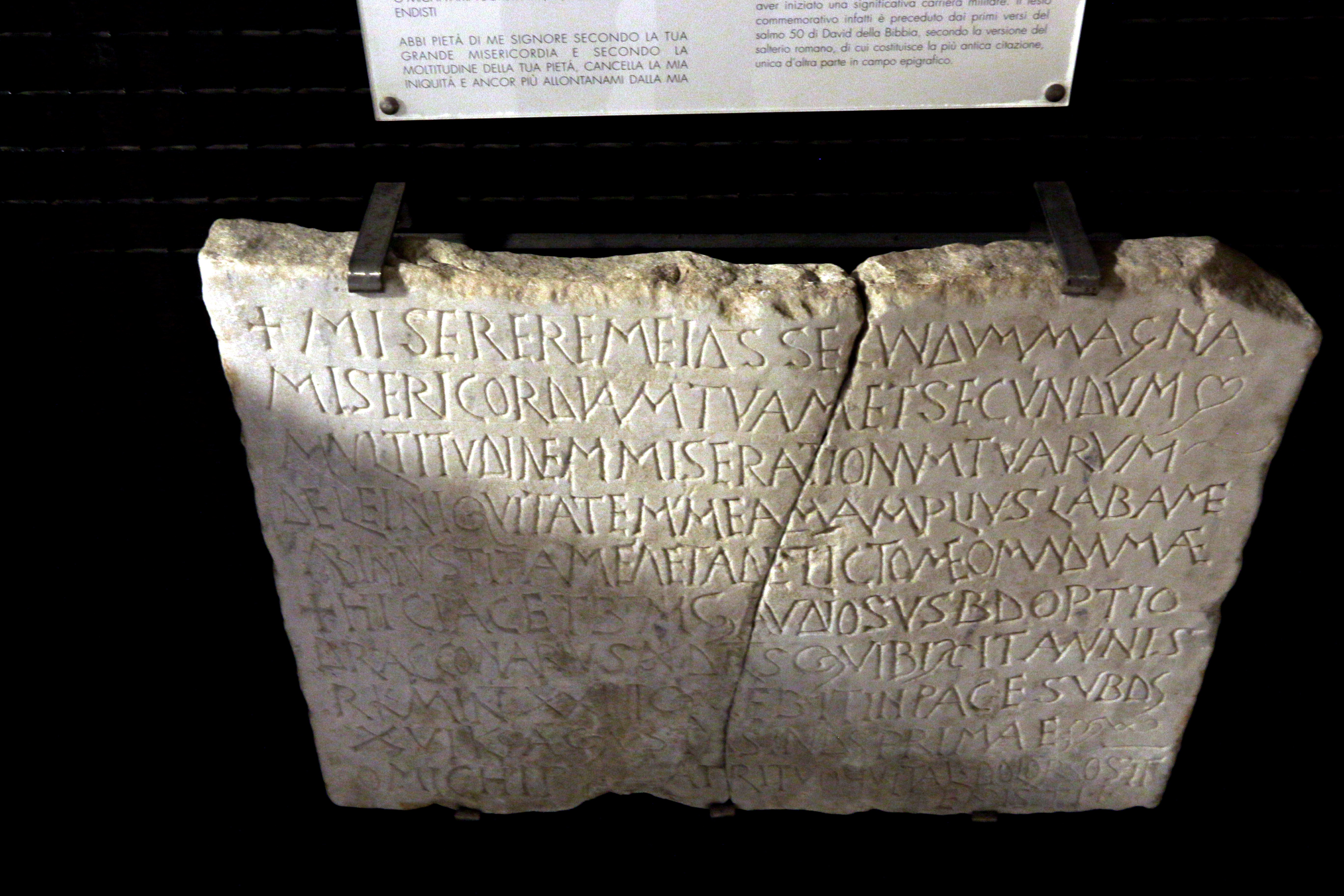
Epigrafe funeraria di Gaudiosus, sottoufficiale bizantino del VI secolo, morto a 24 anni e sepolto presso la basilica di San Saturnino a Cagliari

Lungo questo antico confine, in fortezze come quelle di Austis, Samugheo, Nuragus e Armungia, furono stanziati soldati detti limitanei, probabilmente reclutati tra le popolazioni straniere come i Longobardi o gli Avari; alcuni di questi kaballaroi (cavalieri) ricevettero come compenso del loro servizio militare appezzamenti di terra per lo sfruttamento agricolo. Le due più importanti cariche, nel VII secolo furono unificate. Per permettere il controllo delle rotte che attraversavano il mar Tirreno l'isola era sede di scali per la flotta bizantina.

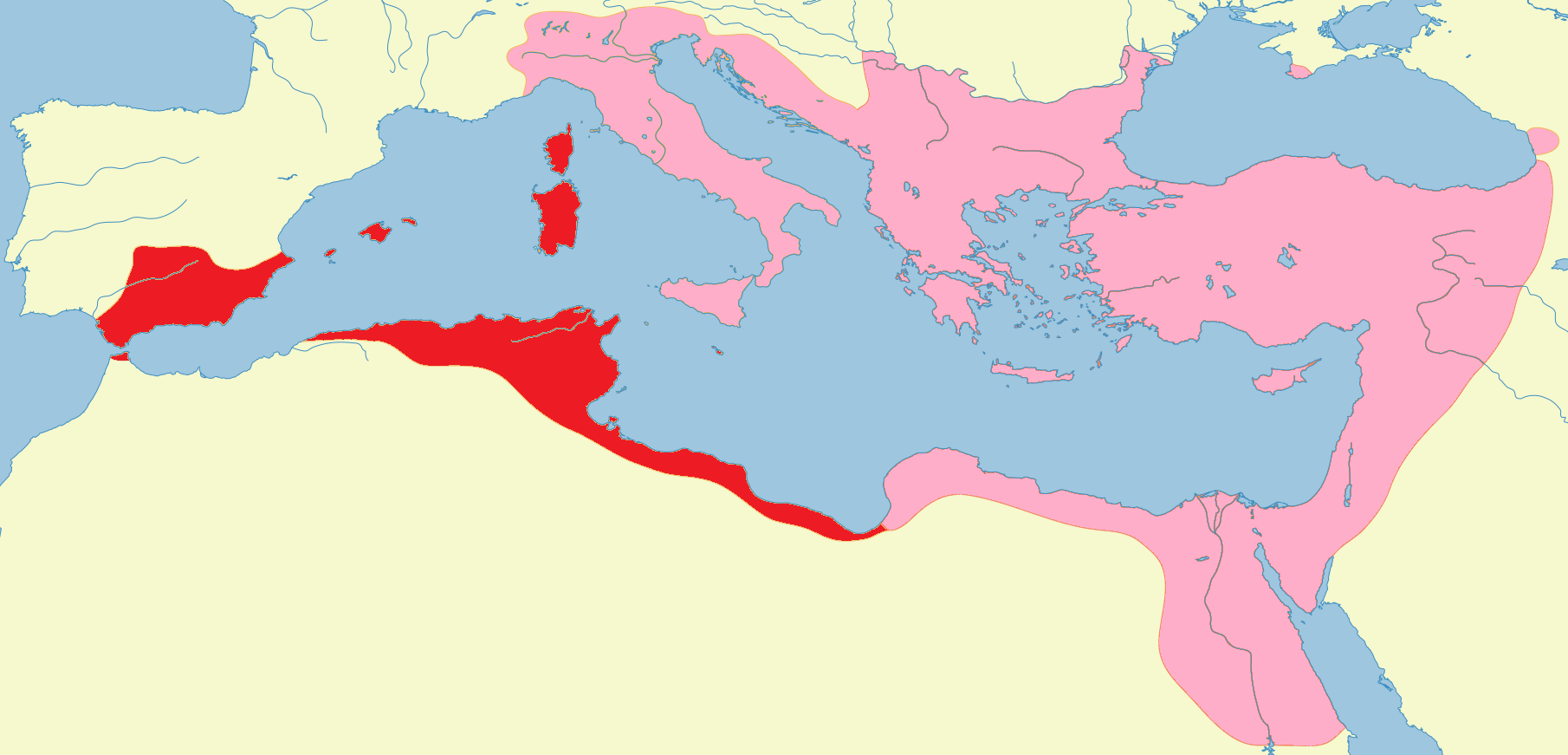
Territori dell'esarcato d'Africa (in rosso) all'interno dell'impero bizantino

La Sardegna viene inizialmente costituita quale ducato nell'ambito dell'Esarcato d'Africa (che dal 585/590 sostituì la prefettura d'Africa), successivamente alla caduta dell'Esarcato il ducato dipende direttamente da Costantinopoli divenendo in seguito arcontato nel X secolo, cioè una circoscrizione con le stesse caratteristiche del thema ma meno ricca e territorialmente estesa. I governatori dell'isola portavano inizialmente il titolo di hypatos per poi passare a quello di protospatario ed infine a quello più importante di patrizio dalla metà del IX secolo.
Sappiamo dal "De Caerimoniis" di Costantino VII che i buoni rapporti tra Sardegna ed impero bizantino continuarono sino almeno al decimo secolo, nell'opera infatti viene menzionato un reggimento di sardi come guardia palatina a Costantinopoli.

### Ordinamenti bizantini in Sardegna
Gli storici hanno spesso evidenziato le affinità delle istituzioni bizantine con quelle sarde giudicali, che rendono molto probabile una filiazione. Abbiamo accennato sopra alle caratteristiche, derivate da una concezione romana del diritto, che separano nettamente la Sardegna giudicale dal contesto dell'Europa feudale.
Un settore importante è quello della concezione dello Stato e delle modalità di esercizio della sovranità. 
Si è voluta riscontrare un'affinità tra le strutture dello Stato bizantino e quelle sarde giudicali. Per esempio, Francesco Cesare Casula scrive:
Molte di queste istituzioni saranno assunte nel X secolo dai regni giudicali di Calari, Torres, Gallura, Arborea"»
(F. C. Casula Breve storia di Sardegna, Delfino, Sassari 1994, pag. 62)
Altri autori sono molto più cauti nell'indicare analogie. Francesco Artizzu scrive che, nel considerare la funzione di patrocinio che i Giudici sardi esercitavano sulla chiesa locale, verrebbe quasi da parlare "di una forma – tipicamente orientale – di cesaropapismo su scala ridotta".
Ma poi osserva anche che 
In questo, l’atteggiamento dei giudici si discostava molto dalla tradizione bizantina»
(F. Artizzu La Sardegna pisana e genovese, Chiarella, Sassari 1985, pagg. 26-27)

### Eredità bizantina

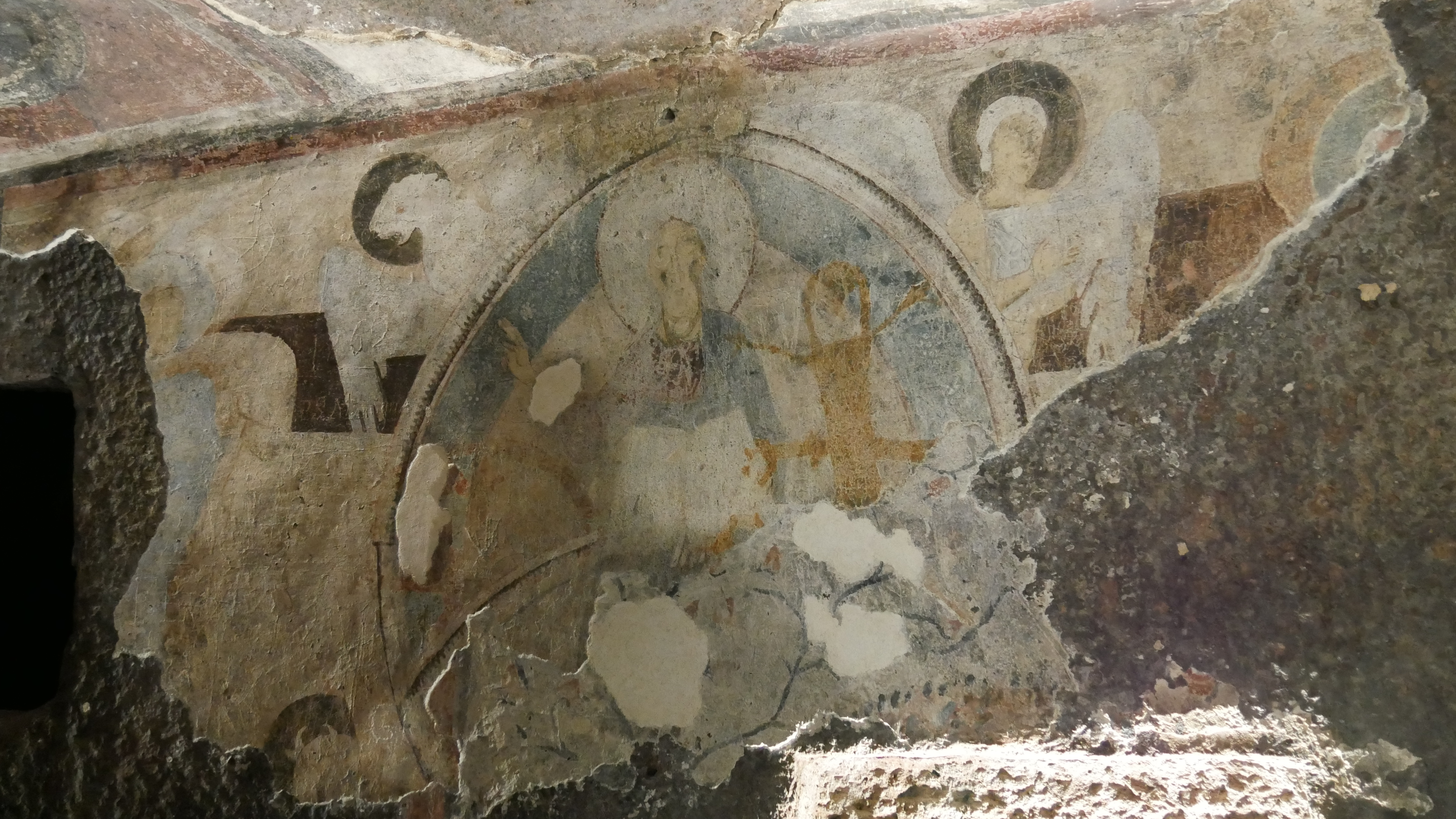
Affreschi di età bizantina dalla necropoli di Sant'Andrea Priu, Bonorva

Nella Sardegna giudicale, vissuta per secoli estranea alla cultura ed alle istituzioni politiche dell'Occidente feudale, si trovano molte tracce dell'eredità bizantina; soprattutto una concezione del diritto di stampo prettamente romano e una concezione dello Stato e della dimensione pubblica come nettamente separata da quella privata (l'esatto contrario del feudalesimo). In età giudicale infatti vigeva la distinzione tra patrimonio pubblico (de rennu = del Regno, dello Stato) e patrimonio privato del giudice (detto de pegugiare, ossia peculiare) e inoltre, l'indivisibilità del regno anche nei casi - che talvolta si sono dati - di condominio tra coeredi della corona di Giudice.
Estranea al feudalesimo sarà anche l'istituzione giudicale della servitù; nella Sardegna giudicale il servo (in genere tale dalla nascita) era soggetto nei confronti del padrone (o di più padroni) a delle prestazioni d'opera, ma (a differenza che nell'Europa feudale) aveva personalità giuridica, poteva testimoniare o ricorrere in giudizio ed era libero p. es. nel contrarre matrimonio o nell'acquistare, vendere, trasmettere in eredità beni di sua proprietà (sono documentati perfino casi di donazioni a chiese); poteva anche riscattarsi tramite pagamento.
Molti altri aspetti si potrebbero aggiungere a proposito delle permanenze bizantine. Occorre, però, anche ricordare che, dopo l'età di papa Gregorio I, questa fase ci ha lasciato pochissima documentazione diretta. Un aspetto di solito sottolineato negativamente è il fiscalismo: le popolazioni soggette all'Impero bizantino furono vessate con il lavoro e ogni sorta di tributi a cui si aggiungevano i suffragia, tassazioni aggiuntive con cui gli ufficiali imperiali cercavano di recuperare le somme spese per ottenere l'incarico.

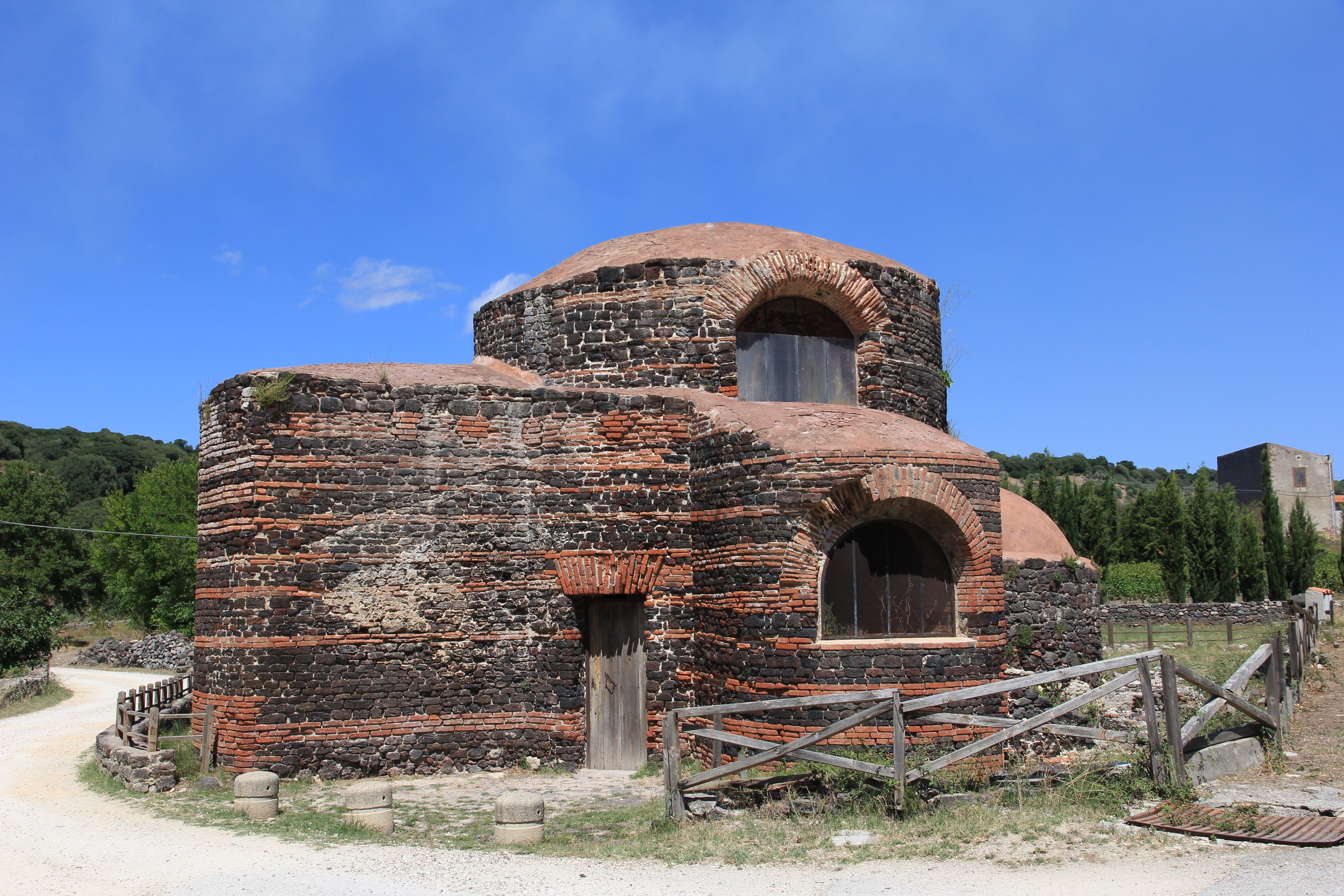
Chiesa bizantina di Mesumundu, VI secolo, Siligo

## Le chiese bizantine

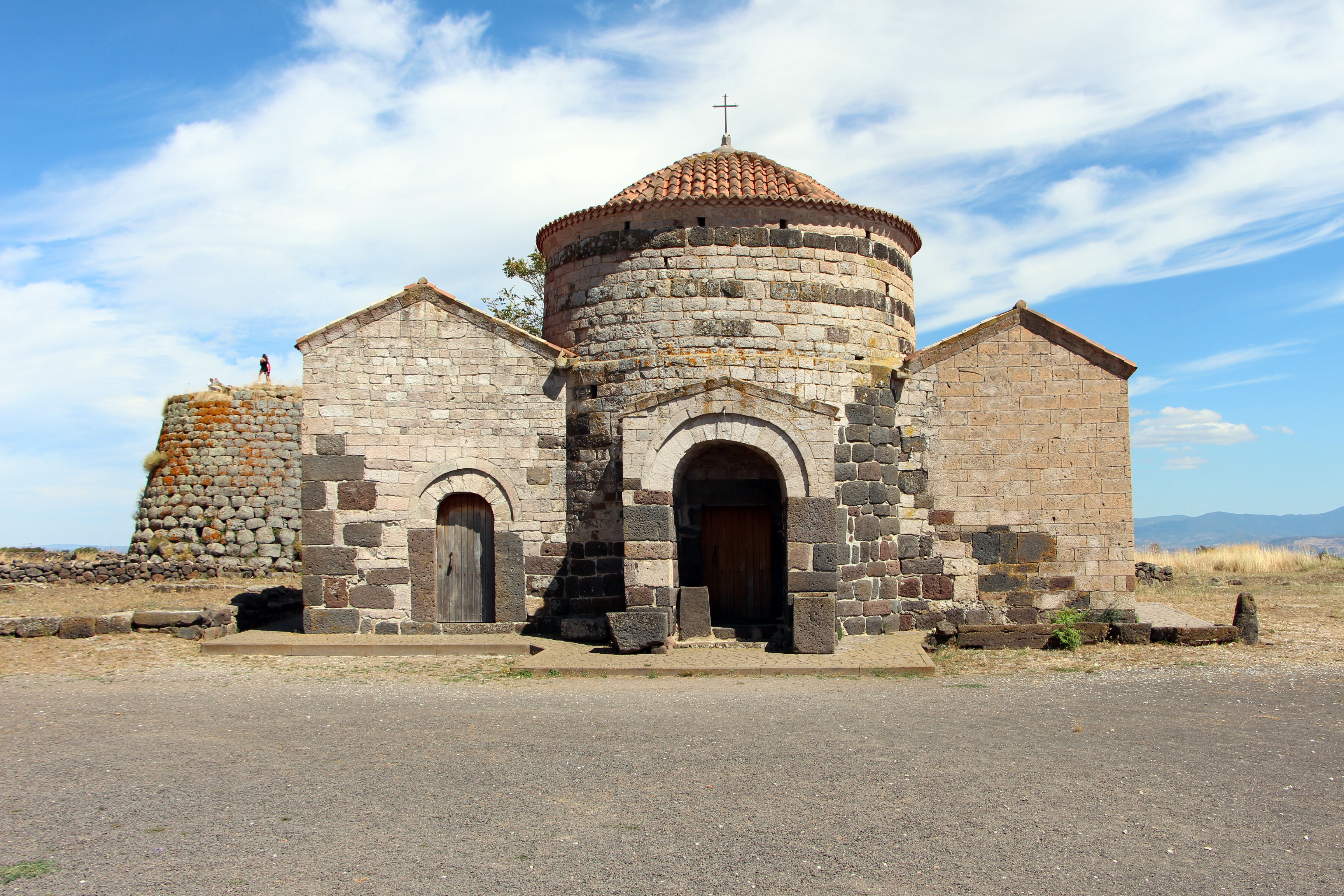
Chiesa di Santa Sabina, Silanus

La Chiesa sarda seguì il rito orientale per cui battesimo e cresima erano impartiti assieme. Il battesimo era effettuato per infusione in vasche dove l'acqua arrivava alle ginocchia dei catecumeni. Fonti battesimali simili si trovano a Tharros, Dolianova, Nurachi, Cornus e Fordongianus. 
Nel periodo bizantino furono erette diverse chiese a croce greca, con i quattro bracci con cupola sulla parte centrale. Fra queste la basilica di San Saturnino a Cagliari, Nostra Signora di Mesumundu di Siligo che fu costruita alla fine del VI secolo sulle rovine di un preesistente insediamento romano del II secolo d.C., chiesa di Santa Sabina di Silanus, Santa Maria Iscalas di Cossoine, San Giovanni in Sinis, il Santuario di Nostra Signora di Bonacattu di Bonarcado, San Lussorio di Fordongianus, chiesa di San Giovanni di Assemini, Santa Sofia di Villasor, chiesa della Vergine degli Angeli di Maracalagonis, Sant'Elia di Nuxis, Sant'Antioco di Sulcis, San Saturnino di Cagliari, San Pietro pescatore di Giorgino, Sant'Efisio a Nora (Pula), Sant'Elia e Sant'Enoc (Nocco) a Lunamatrona, chiesa di Santa Croce di Ittireddu, Santo Salvatore ad Iglesias.

### I monaci di rito orientale
Accanto al clero secolare operavano i monaci basiliani (impropriamente detti), che diffusero il cristianesimo in Barbagia fino all'XI secolo. Non erano eremiti (solitari), ma cenobiti (vivevano in comune). Costruivano i loro cenobi in località d'antico culto pagano e ponevano le loro celle attorno alle chiese (muristenes o cumbessias). Queste non erano nuove in Sardegna, ove si ricorda il santuario nuragico di Santa Vittoria di Serri. Sono edifici di questo genere Santa Maria di Bonarcado, San Salvatore di Sinis, San Mauro di Sorgono, Nostra Signora di Gonare, Santi Cosma e Damiano di Mamoiada, San Francesco di Lula, Beata Vergine d’Itria di Gavoi, i Santi Martiri di Fonni, San Gavino a Porto Torres,  San Serafino a Ghilarza e Santu Antine di Sedilo. Proprio all'inizio dell'impero di Giustiniano I nel 529 san Benedetto da Norcia fondava a Montecassino il monachesimo occidentale basato sul motto “ora et labora”.
I basiliani diffusero il vangelo tra i Barbaricini e introdussero la coltivazione del fico dei cui frutti si cibavano nei periodi d'astinenza e di digiuno. Introdussero pure alcuni vitigni per la produzione di vini dolci per la messa (moscato e malvasia), praticavano i riti della Chiesa orientale, avevano la barba fluente e dedicarono le chiese ai santi del calendario greco. Tra questi notiamo il Santo Salvatore (Redentore) a Cabras, Villamar, Nuoro; La Madonna d'Itria (Odigitria o del Buon Cammino), la Vergine Assunta (dormiente), i Santi Profeti Elia ed Enoc; tra gli apostoli Pietro, Paolo, Andrea, Giacomo e Bartolomeo, tra i santi confessori e/o martiri ci sono San Basilio, San Giovanni Battista, Santa Sofia, Santa Reparata, Santa Barbara, Santa Caterina d'Alessandria, Santa Margherita d'Antiochia, San Giorgio.

## La vita nelle campagne
Nelle campagne continuò il permanere dei grandi latifondi, ma anche le piccole proprietà e le terre comuni. La vita rustica era condotta da liberi (i possesores) e servi che abitavano nei paesi (ville) o nei vici, formati da poche case. Lavoravano i fondi privati e le terre comunitarie con la zappa e l'aratro a chiodo, pascolavano il bestiame brado, pescavano a rete e ad amo. Si coltivavano le vigne e sembra che esistessero pochi frutteti. 
Le donne erano obbligate ai lavori domestici pesanti, alla cura della casa, generalmente bassa e con pochi arredi, costruita con mattoni crudi o pietre, senza intonaco e con il pavimento in terra battuta. Mangiavano cibi semplici e poco nutrienti. Lo stesso clero e i ricchi mangiavano carne e pesce solo la domenica e per le feste. L'anno civile iniziava nel mese di settembre e tale usanza è rimasta ancora negli usi attuali della Sardegna contadina: questo mese è ancora chiamato cabidanni e a cabidanni si rinnovano i contratti agrari. 

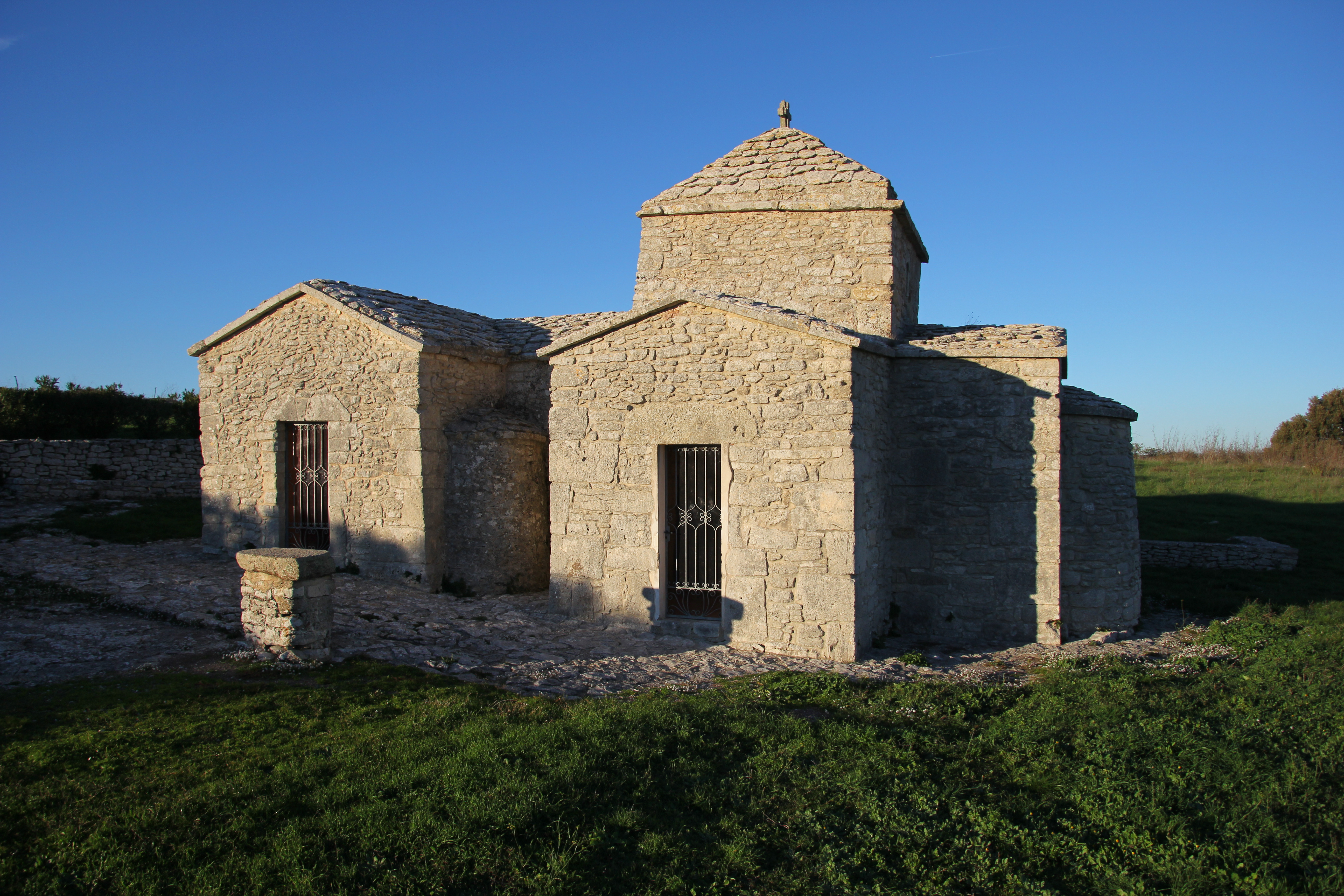
La chiesa di Santa Maria Iscalas a Cossoine

Esisteva un sistema scolastico che, a livello elementare, era condotto nelle parrocchie a vantaggio dei chierici ed alcuni laici. Pochissimi proseguivano gli studi nelle scuole vescovili per conseguire una licenza d'insegnamento o di notariato (tabellionato). La lingua ufficiale era il greco bizantino con cui erano scritti i decreti, impartiti gli ordini militari e officiati i riti religiosi.

## Termini bizantini

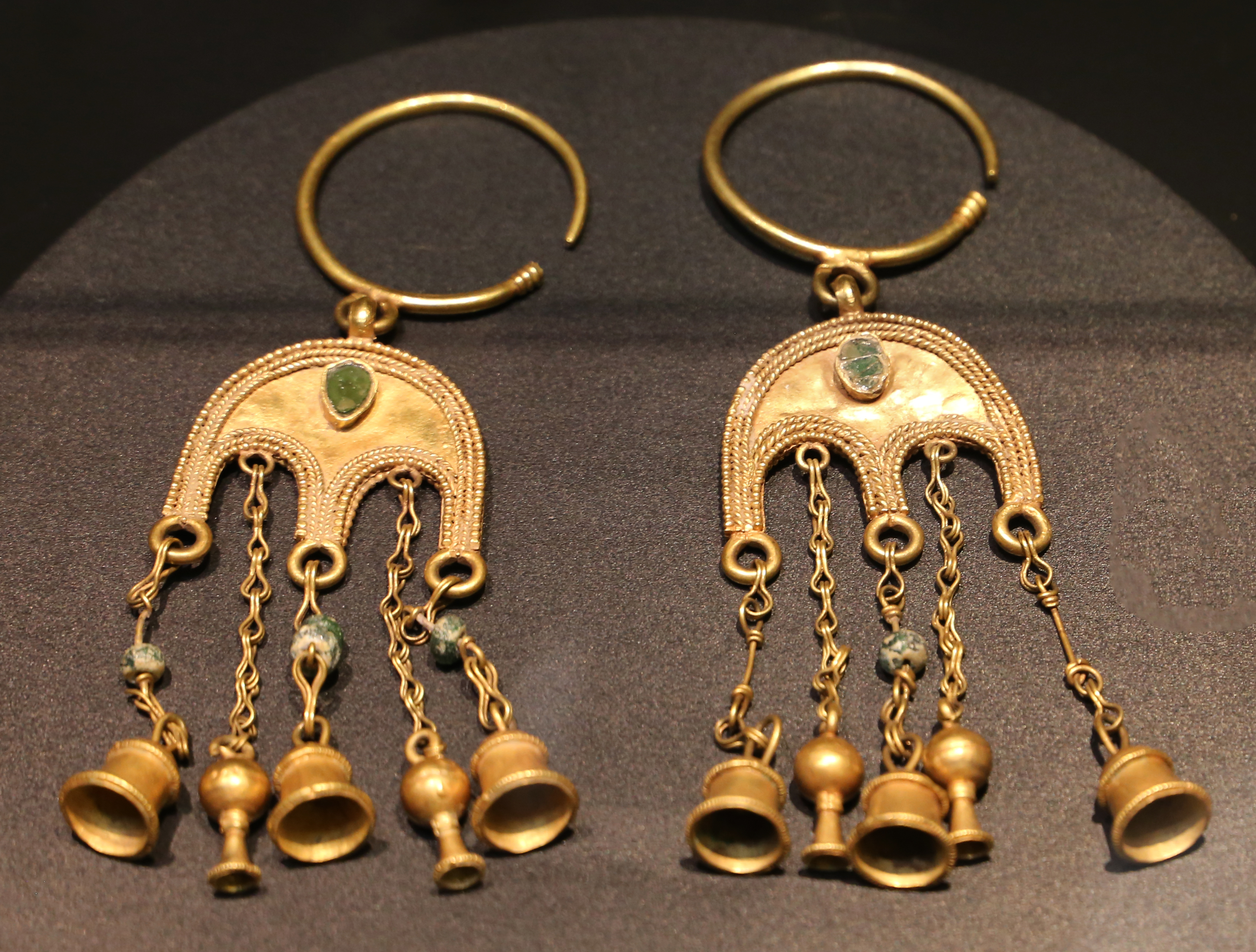
Orecchini a pendente a pelta in oro e paste vitree, da Bruncu e' s'Olia-Dolianova, VI-VII secolo

Risalgono a questo periodo termini come:
- camp. ghyani indicante il manto morello di cavallo o anche bue, derivante dal gr. kyàne(os)
- log. iskontryare dal gr. kontra
- log. medioevale arzu, dal gr. psarós 'grigio'.
- condaghe, dal greco κοντάκιον traslitterato kontákion (bastone) col significato di documento amministrativo ad esso arrotolato